# Kwas fenylooctowy
Kwas fenylooctowy – organiczny związek chemiczny z grupy kwasów karboksylowych. Należy do fitohormonów z grupy naturalnych auksyn.